# Carómaco
Carómaco fue un rey de Zacapu. Sucedió a su hermano, Ziranzirancámaro, en 1256. Durante su gobierno, los purépechas, al mando de Uápeani II. Carómaco concertó una alianza con los invasores y Zacapu pasó a ser tributario del Imperio Purépecha. Murió asesinado por los nobles en 1276.